# La Dolorosa
Pour plus de détails, voir Fiche technique et Distribution.
La Dolorosa est un film espagnol réalisé par Jean Grémillon, sorti en 1935.

## Fiche technique
- Titre : La Dolorosa
- Réalisation : Jean Grémillon
- Scénario : Jean Grémillon, d'après l'opérette de José Serrano et Daniel Montorio, livret de Juan-José Lorente
- Photographie : José María Beltrán et Jacques Montheraud
- Musique : Daniel Montorio et José Serrano
- Sociétés de production : Producciones España - Ediciones PCE - FalcoFilms
- Pays de production :  Espagne
- Genre : Film musical et drame
- Durée : 85 minutes
- Date de sortie : 1935

## Distribution
- Agustin Godoy
- Ramon Cebrian
- Natalio Linares-Rivas
- Alberto Lopez
- Anselmo Fernandez
- Luis-Julio Llaneza
- Luis Moreno
- Rosita Diaz-Gimeno
- Pilar Garcia
- Mary-Amparo Bosch
- Eva Lopez
- Maruja Berges
- Maria de Araya

## À propos du film
Dans son Jean Grémillon (Lherminier, 1984), Henri Agel évoque le point de vue de Louis Page sur La Dolorosa et sa place dans la filmographie du réalisateur : « Pour l'ami du grand cinéaste, ce film est révélateur d'une sensibilité tragique et mystique. Il serait bien léger, sous prétexte que ce film explicitement commercial réunit les prestiges des bons sentiments, du mélodrame, de l'opéra et de la comédie folklorique, d'y voir une œuvre accessoire dans la carrière de Grémillon  ».